# Liste der Naturdenkmäler in Landshut
Die Liste der Naturdenkmäler in Landshut nennt die Naturdenkmäler in der kreisfreien Stadt Landshut in Bayern.

## Naturdenkmäler
Laut der im Oktober 2016 beschlossenen Verordnung waren in Landshut diese Naturdenkmäler nach dem bayrischen Naturschutzgesetz geschützt.
| Bild           | Nummer | Bezeichnung | Adresse                                                | Lage                                                                                                   | Koordinaten                      | Bemerkung                                       |
| -------------- | ------ | --- | ------------------------------------------------------ | --- | -------------------------------- | ----------------------------------------------- |
|                | 1      | Dreireihige Allee aus 48 Linden und 5 Rosskastanien (Tilia cordata, Aesculus hippocastanum)                                                       | Landshut, Bauhofstraße                                 | An der Friedhofstraße zwischen Stadtbauamt und Friedhof                                                | 48° 32′ 26,4″ N, 12° 9′ 26,4″ O  |                                                 |
|                | 2      | Lindenallee 15 Linden (Tilia cordata) | Landshut, Schützenstraße                               | An der Schützenstraße vom Friedhofseingang ab                                                          | 48° 32′ 32,8″ N, 12° 9′ 41,6″ O  |                                                 |
|                | 3      | 1 Schwarzpappel (Populus nigra) | Landshut, Nähe Karl-Stadler-Weg                        | Nähe Karl-Stadler-Weg (Isarradweg)                                                                     | 48° 32′ 40,6″ N, 12° 10′ 5,2″ O  |                                                 |
|                | 4      | 1 Eibe (Taxus baccata) | Landshut, Freyung 630                                  | Im Innenhof Studienseminar                                                                             | 48° 32′ 10,2″ N, 12° 9′ 30,4″ O  |                                                 |
|                | 5      | 1 Schwarznuss (Juglans nigra) | Landshut, Maximilianstraße 15                          | Maximilianstraße, am Ostflügel der Dominikanerkirche                                                   | 48° 32′ 14,7″ N, 12° 9′ 25,8″ O  |                                                 |
|                | 6      | 1 Robinie (Robinia pseudoacacia) | Landshut, Neue Bergstraße 4                            | Karl-Heiss-Schule                                                                                      | 48° 31′ 36,6″ N, 12° 8′ 28,8″ O  |                                                 |
|                | 7      | 1 Ginkgobaum (Ginkgo biloba) | Landshut, Martin-Luther-Platz                          | Zwischen Evang. Stadtpfarramt und Christuskirche                                                       | 48° 32′ 8,3″ N, 12° 8′ 44,8″ O   |                                                 |
|                | 8      | 1 Stieleiche (Quercus robur) | Landshut, Hofgarten                                    | Hofgarten-Damwildgehege                                                                                | 48° 31′ 59,3″ N, 12° 9′ 34,7″ O  |                                                 |
|                | 9      | 1 Birnbaum (Pyrus pyraster) | Landshut, Hofgarten                                    | Hofgarten                                                                                              | 48° 31′ 55,5″ N, 12° 9′ 37,2″ O  |                                                 |
|                | 10     | 1 Samt-Ahorn (Acer velutinum) | Landshut, Hofgarten                                    | Hofgarten                                                                                              | 48° 31′ 56,1″ N, 12° 9′ 38,1″ O  |                                                 |
|                | 11     | 5 buschige Eiben (Taxus baccata) | Landshut, Hofgarten                                    | Am Kinderspielplatz                                                                                    | 48° 31′ 52,5″ N, 12° 9′ 33,9″ O  |                                                 |
|                | 12     | 2 Sumpfzypressen (Taxodium distichum) | Landshut, Hofgarten                                    | Hofgarten, am Entenweiher, nördlich vom Hofgartenhaus                                                  | 48° 31′ 55,8″ N, 12° 9′ 32,3″ O  |                                                 |
|                | 13     | 2 Sumpfzypressen (Taxodium distichum) | Landshut, Hofgarten                                    | Hofgarten, im früheren Schwanenteich (jetzt aufgefüllt)                                                | 48° 31′ 53,3″ N, 12° 9′ 30,6″ O  |                                                 |
|                | 14     | 1 Blutbuche (Fagus sylvatica) | Landshut, Hofgarten                                    | Eine unmittelbar vor dem Gärtnerhaus am Hofberg                                                        | 48° 31′ 53,5″ N, 12° 9′ 33,9″ O  |                                                 |
|                | 15     | 1 Amurflieder (Syringa amurensis) | Landshut, Hofgarten                                    | Hofgarten, nähe Gärtnerhaus, am Weg zum Schwanenteich, neben ND 14                                     | 48° 31′ 53,9″ N, 12° 9′ 33,6″ O  |                                                 |
|                | 16     | 1 Mammutbaum (Sequoiadendron gigantea) | Landshut, Hofgarten                                    | Hofgarten, beim Nymphäenteich, nähe Gärtnerhaus                                                        | 48° 31′ 53″ N, 12° 9′ 33,7″ O    |                                                 |
|                | 17     | 1 Tulpenbaum (Liriodendron tulpifera) | Landshut, Hofgarten                                    | Hofgarten, am Überreiterweg, 50 m westlich vom Denkmal Ludwig des Bayern                               | 48° 31′ 49,2″ N, 12° 9′ 27,2″ O  |                                                 |
|                | 18     | 1 Rot-Hainbuche | Landshut, Hofgarten                                    | Am ehemaligen Schwanenteich                                                                            | 48° 31′ 52,2″ N, 12° 9′ 30,3″ O  |                                                 |
|                | 19     | 1 Platane (Platanus acerifolia) | Landshut, Hofgarten                                    | Hofgarten, neben RAV.-Kriegerdenkmal                                                                   | 48° 31′ 58,5″ N, 12° 9′ 39″ O    |                                                 |
|                | 20     | 7 Eiben (Taxus baccata) | Landshut, Am Prantlgarten 1                            | Am Prantlgarten                                                                                        | 48° 32′ 0,4″ N, 12° 9′ 17,8″ O   |                                                 |
|                | 21     | 1 Edelkastanie (Castanea vesca) | Berg, Adelmannstraße 2                                 | Adelmannschlosspark im westlichen Teil                                                                 | 48° 31′ 37,6″ N, 12° 9′ 37,4″ O  |                                                 |
|                | 22     | 1 Riesenlebensbaum (Thuja gigantea) | Berg, Adelmannstraße 2                                 | Adelmannschlosspark, etwa 50 m westlich vom Schloss                                                    | 48° 31′ 37,4″ N, 12° 9′ 36,6″ O  |                                                 |
|                | 23     | 1 Himalayatanne (Abies webbiana) | Berg, Adelmannstraße 2                                 | Adelmannschlosspark, etwa 50 m westlich vom Schloss                                                    | 48° 31′ 37″ N, 12° 9′ 35,7″ O    |                                                 |
|                | 24     | 1 Rosskastanie (Aesculus hippocastanum) | Berg, Pönaiergasse 8                                   | vor denkmalgeschütztem Haus                                                                            | 48° 31′ 35,2″ N, 12° 9′ 58,3″ O  |                                                 |
|                | 25     | 1 Rosskastanie (Aesculus hippocastanum) | Berg, Bründlweg, Kapelle                               | Hofberg, am Weghang gegenüber der Bründlkapelle                                                        | 48° 31′ 21,1″ N, 12° 9′ 53,1″ O  |                                                 |
|                | 26     | 1 Feldahorn (Acer campestre) | Berg, Bründlweg                                        | Hofberg, am Weghang gegenüber der Bründlkapelle                                                        | 48° 31′ 22,4″ N, 12° 9′ 52,9″ O  |                                                 |
|                | 27     | 1 Bergulme (Ulmus glabra) | Landshut, Am Graben                                    | Am Graben bei Haus Nr. 60                                                                              | 48° 31′ 42,4″ N, 12° 9′ 33″ O    |                                                 |
|                | 28     | 3 Ginkgobäume (Ginkgo biloba) | Landshut, Röcklturm                                    | In der Grünanlage zwischen Wetterhäuschen und Röcklturm stehend                                        | 48° 32′ 8,8″ N, 12° 8′ 56,9″ O   |                                                 |
|                | 29     | 1 Stieleiche (Quercus robur) | Schönbrunn, Schweinbach 12c                            | Am südlichen Ufer des Schweinbaches auf Höhe des Hauses Schönbrunn 12 c                                | 48° 33′ 7,5″ N, 12° 11′ 39,4″ O  |                                                 |
|                | 30     | 1 Stieleiche (Quercus robur) | Hohenegglkofen, Am Vogelherd 28                        | Grenzeiche an der nördlichen Grundstücksgrenze                                                         | 48° 32′ 8,6″ N, 12° 10′ 44,7″ O  |                                                 |
|                | 31     | 1 Stieleiche (Quercus robur) | Frauenberg, Saaleweg 1                                 | Südöstliche Ecke des Grundstücks                                                                       | 48° 34′ 10,6″ N, 12° 12′ 43,5″ O |                                                 |
|                | 32a    | A 1 Abendländischer Lebensbaum (Thuja occidentalis)                                                                                               | Landshut, Altstadt 18                                  | An der nordwestlichen Ecke des Grundstückes an der Stadtmauer; 13 m südlich der Stadtmauer             | 48° 31′ 59,5″ N, 12° 8′ 56,5″ O  | ND 32: ein Naturdenkmal mit drei Teilstandorten |
|                | 32b    | B 1 Winterlinde (Tilia cordata) | Landshut, Altstadt 18                                  | An der nordwestlichen Ecke des Grundstückes an der Stadtmauer; 13 m südlich der Stadtmauer             | 48° 31′ 59,2″ N, 12° 8′ 55,7″ O  | ND 32: ein Naturdenkmal mit drei Teilstandorten |
|                | 32c    | C 1 Eibe (3-stämmig) (Taxus baccata) | Landshut, Altstadt 18                                  | An der nordwestlichen Ecke des Grundstückes an der Stadtmauer; 13 m südlich der Stadtmauer             | 48° 31′ 59,4″ N, 12° 8′ 56,1″ O  | ND 32: ein Naturdenkmal mit drei Teilstandorten |
|                | 33     | 5 Rosskastanien (Aesculus hippocastanum) | Landshut, Dreifaltigkeitsplatz 15                      | Wirtsgarten „Drei Helmen“                                                                              | 48° 31′ 58,9″ N, 12° 8′ 56″ O    |                                                 |
|                | 34     | 3 Rosskastanien (Aesculus hippocastanum) | Landshut, Podewilsstraße 6                             | Ehem. Wirtsgarten „Löwengarten“                                                                        | 48° 32′ 15,6″ N, 12° 9′ 34,9″ O  |                                                 |
|                | 35     | 1 Traubeneiche (Quercus petraea „asplenifolia“)                                                                                                   | Landshut, An der Wittstraße                            | An der Wittstraße                                                                                      | 48° 31′ 57,5″ N, 12° 8′ 52″ O    |                                                 |
|                | 36     | A 4 Winterlinden (Tilia cordata); B 1 Flatterulme (Ulmus leavis); C 1 Bergahorn (Acer pseudoplatanus); D 4 Rosskastanien (Aesculus hippocastanum) | Landshut, Isargestade 739                              | Wirtsgarten „Zur Schleuse“                                                                             | 48° 32′ 25,7″ N, 12° 9′ 10,6″ O  |                                                 |
|                | 37     | 1 Flatterulme (Ulmus laevis) | Landshut, Nikolastraße 41                              | Pfarrkirche Nikola                                                                                     | 48° 32′ 38,9″ N, 12° 8′ 25,6″ O  |                                                 |
|                | 38     | 1 Winterlinde (Tilia cordata) | Landshut, Seligenthalerstraße 38                       | In der Hofmitte stehend                                                                                | 48° 32′ 41,8″ N, 12° 8′ 42,4″ O  |                                                 |
|                | 39     | 3 Rosskastanien (Aesculus hippocastanum) | Landshut, Seligenthalerstraße 28                       | Wirtsgarten „Sterngarten“                                                                              | 48° 32′ 39,9″ N, 12° 8′ 47,2″ O  | Im Januar 2024 wurde ein Baum gefällt.          |
|                | 40     | 12 Rosskastanien (Aesculus hippocastanum) | Landshut, Papierstraße 12                              | Wirtsgarten „Leiderer“                                                                                 | 48° 32′ 15,3″ N, 12° 8′ 47,3″ O  |                                                 |
|                | 41     | 1 Feldulme (Ulmus minor) | Landshut, Pfarrer-Kneipp-Weg                           | Stadtpark-Pf. Kneipp-Weg                                                                               | 48° 32′ 15,2″ N, 12° 8′ 31,1″ O  |                                                 |
|                | 42     | 88 Linden (Tilia cordata; Tilia platyphyllos) | Landshut, Dr. Herterich Allee                          | Dr. Herterich-Allee                                                                                    | 48° 32′ 3,8″ N, 12° 8′ 7,7″ O    |                                                 |
|                | 43     | 1 Stieleiche (Quercus robur) | Landshut, Troppauerstraße                              | Gegenüber Haus Nr. 22 im Fahrbahnbereich der Troppauerstraße stehend                                   | 48° 33′ 0,3″ N, 12° 10′ 37,6″ O  |                                                 |
|                | 44     | 1 Stieleiche (Quercus robur); 1 Stieleiche (Quercus robur)                                                                                        | Landshut, Breslauerstraße 86                           | Breslauerstraße 86: Im Vorgarten an der Straßenecke Breslauerstraße/Liegnitzerstraße stehend           | 48° 33′ 3,8″ N, 12° 10′ 34,5″ O  | ND 44: ein Naturdenkmal mit zwei Teilstandorten |
|                | 44a    | 1 Stieleiche (Quercus robur); 1 Stieleiche (Quercus robur)                                                                                        | Landshut, Breslauerstraße 93                           | Breslauerstraße 93: Nordwestliche Ecke des Grundstücks, jeweils 4 m von der Grundstücksgrenze entfernt | 48° 33′ 7,6″ N, 12° 10′ 36,4″ O  | ND 44: ein Naturdenkmal mit zwei Teilstandorten |
|                | 45     | 1 Rotbuche (Fagus silvatica) | Landshut, Schönbrunnerstraße 19                        | An der Grenze des Nachbargrundstückes stehend                                                          | 48° 32′ 18,2″ N, 12° 9′ 54,4″ O  |                                                 |
|                | 46     | 1 Rotbuche (Fagus sylvatica) | Schönbrunn, Am Vogelherd 6                             | Am Vogelherd 6                                                                                         | 48° 32′ 15,4″ N, 12° 10′ 37,6″ O | (laut Stadtplan: Blutbuche)                     |
|                | 47     | A, 4 Ahorn (Acerplatanoides); B 3 Rosskastanien (Aesculus hippocastanum); C 4 Linden (Tilia cordata)                                              | Schönbrunn, Schönbrunn 1                               | Wirtsgarten „Obermeier Schönbrunn“                                                                     | 48° 33′ 2,1″ N, 12° 11′ 39,3″ O  |                                                 |
| weitere Bilder | 48     | Wachsender Stein | Schönbrunn, Wolfsbacherweg                             | Am Hangfuß, gegenüber dem Anwesen Wolfsbacher Weg Nr. 7                                                | 48° 33′ 8,2″ N, 12° 11′ 52,6″ O  | auch Geotop                                     |
|                | 49     | 2 Winterlinden (Tilia cordata) | Schönbrunn, Schweinbach 25                             | Zwischen Haus Nr. 25 und 26 b stehend                                                                  | 48° 32′ 40″ N, 12° 12′ 17,4″ O   |                                                 |
|                | 50     | 1 Stieleiche (Quercus robur) | Schönbrunn, Schweinbach 19                             | Südöstliche Ecke des Grundstücks                                                                       | 48° 32′ 32,6″ N, 12° 12′ 16,3″ O |                                                 |
|                | 51     | 1 Stieleiche (Quercus robur) | Schönbrunn, Unterschönbach                             | Südwestliche Ecke der Hofstelle                                                                        | 48° 31′ 59,5″ N, 12° 11′ 49,9″ O |                                                 |
|                | 52     | 1 Rotbuche (Fagus sylvatica) | Frauenberg, Gretlmühle (Naherholungsgebiet-Liegewiese) | Gretlmühle-Liegewiese                                                                                  | 48° 34′ 35,5″ N, 12° 13′ 33,9″ O |                                                 |
|                | 53     | A 5 Rosskastanien (Aesculus hippocastanum); B 2 Bergahorn (Acer pseudoplatanus)                                                                   | Frauenberg, Auloh 2                                    | Ehem. Wirtsgarten „Schachtner“, Auloh                                                                  | 48° 33′ 40,9″ N, 12° 12′ 2,9″ O  |                                                 |
|                | 54     | A 3 Sommerlinden (Tilia platyphyllos); B 4 Rosskastanien (Aesculus hippcastanum)                                                                  | Frauenberg, Gretlmühle 13                              | Ehem. Wirtsgarten „Schmidmeier“ (Gretlmühle)                                                           | 48° 34′ 39,8″ N, 12° 13′ 29,8″ O |                                                 |
|                | 55     | 1 Winterlinde (Tilia cordata) | Frauenberg, Frauenberg 6                               | Nordöstliche Ecke des Grundstücks                                                                      | 48° 33′ 56,7″ N, 12° 14′ 34,7″ O |                                                 |
|                | 56     | 1 Stieleiche (Quercus robur) | Wolfsbach, Wolfsteinerau                               | 500 m nordöstlich Aumühle                                                                              | 48° 35′ 35,2″ N, 12° 16′ 8,9″ O  |                                                 |
|                | 57     | 1 Stieleiche (Quercus robus) | Wolfsbach, Wolfsteinerau                               | Ca. 70 m nordöstlich des Hauses Wolfsteinerau 16                                                       | 48° 35′ 25,1″ N, 12° 16′ 24,4″ O |                                                 |
|                | 58     | 1 Winterlinde (Tilia cordata) | Berg ob Landshut, Neue Bergstraße                      | An der Neuen Bergstraße schräg gegenüber Haus Nr. 56                                                   | 48° 31′ 28,8″ N, 12° 9′ 35,6″ O  |                                                 |
|                | 59     | 7 Rosskastanien | Berg ob, Kalcherstraße 30                              | Wirtsgarten                                                                                            | 48° 31′ 40,5″ N, 12° 9′ 41,7″ O  |                                                 |
|                | 60     | 1 Winterlinde (Tilia cordata) | Berg Landshut, Am Neukreut                             | Nähe Weickmannshöhe Kriegerdenkmal                                                                     | 48° 31′ 27,3″ N, 12° 10′ 16,1″ O |                                                 |
|                | 61     | 1 Esche (Fraxinus excelsior) | Götzdorf, Salzdorf 3                                   | Nordwestliche Ecke der Hofstelle                                                                       | 48° 31′ 12,9″ N, 12° 10′ 31,3″ O |                                                 |
|                | 62     | 1 Rosskastanie (Aesculus hippocastanum) | Götzdorf, Salzdorf 5                                   | Im umzäunten Hofbereich an der Straße gelegen                                                          | 48° 31′ 4,9″ N, 12° 10′ 31,4″ O  |                                                 |
|                | 63     | 1 Winterlinde (Tilia cordata) | Achdorf, Habichtstraße 3                               | Habichtstraße 3                                                                                        | 48° 31′ 19″ N, 12° 8′ 31,1″ O    |                                                 |
|                | 64     | 3 Rosskastanien (Aesculus hippocastanum) | Achdorf, Pettenkoferstraße 1                           | Wirtsgarten Gaststätte „Bahnhof Süd“                                                                   | 48° 31′ 30,1″ N, 12° 8′ 25″ O    |                                                 |
|                | 65     | 1 Winterlinde (Tilia cordata) | Achdorf, Aign 19                                       | Neben der Kapelle beim Anwesen Aign 19                                                                 | 48° 30′ 45,2″ N, 12° 7′ 34,6″ O  |                                                 |
|                | 66     | 1 Esche (Fraxinus excelsior) | Münchnerau, Mühlbachstraße 68                          | Neben der Kapelle                                                                                      | 48° 31′ 42″ N, 12° 4′ 44,2″ O    |                                                 |
|                | 67     | 1 Rosskastanie (Aesculus hippocastanum) | Münchnerau, Gündlkofer Au 8                            | 50 m westlich der Hofstelle                                                                            | 48° 30′ 58,1″ N, 12° 1′ 58,2″ O  |                                                 |
|                | 68     | A 2 Spitzahorn (Acer platanoides); B 1 Rosskastanie (Aesculus hippocastanum)                                                                      | Landshut, Nikolastraße 18                              | Wirtsgarten Gaststätte „Haindlgarten“                                                                  | 48° 32′ 30,9″ N, 12° 8′ 39,3″ O  |                                                 |
|                | 69     | A 1 Eschenahorn (Acer negundo); B 1 Pyramidenpappel (Populus nigra „italica“)                                                                     | Landshut, Badstraße                                    | Nähe Badstraße-Am Sausteg                                                                              | 48° 32′ 11,4″ N, 12° 8′ 55,3″ O  |                                                 |
|                | 70     | 2 Judasblattbaum (Cercidiphyllum japonicum) | Landshut, Ländtorplatz                                 | In der Grünanlage zwischen Wetterhäuschen und Röcklturm stehend                                        | 48° 32′ 9″ N, 12° 8′ 56,5″ O     |                                                 |
|                | 71     | 1 Winterlinde | Landshut, Untere Au                                    | Nördlich der neuen Kläranlage                                                                          | 48° 35′ 13,9″ N, 12° 14′ 9,6″ O  |                                                 |
|                | 72     | 1 Rosskastanie (Aesculus hippocastanum) | Landshut, Schützenstraße 25a                           | Vor dem Schützenheim der Königlich priv. Feuerschützengesellschaft                                     | 48° 32′ 43,2″ N, 12° 10′ 19,2″ O |                                                 |
|                | 73     | 51 Flatterulmen (Ulmus laevis) | Landshut, Ringelstecherwiese                           | Nähe Preysingallee (Ringelstecherwiese)                                                                | 48° 32′ 0,5″ N, 12° 8′ 48,8″ O   |                                                 |
|                | 74     | 2 Feldahorn (Acer campestre) | Landshut, Grillparzerweg 31                            | Isarhangleitenwald nördlich am Fußweg bei Grillparzerweg 31                                            | 48° 32′ 12,6″ N, 12° 9′ 51,7″ O  |                                                 |
|                | 75     | 4 Rotbuchen (Fagus sylvatica) | Berg ob Landshut, Brühfeldweg 36h                      | | 48° 31′ 40″ N, 12° 8′ 43,1″ O    |                                                 |
|                | 76     | 2 Stieleichen (Quercus robur) | Landshut, Am Stadionweg                                | Am Stadionweg; Sportzentrum West                                                                       | 48° 31′ 57,7″ N, 12° 8′ 21,4″ O  |                                                 |
|                | 77     | 1 Rosskastanie (Aesculus hippocastanum) | Landshut, Freyung 630                                  | Innenhof des Hans-Carossa-Gymnasiums                                                                   | 48° 32′ 10,4″ N, 12° 9′ 33,4″ O  |                                                 |
|                | 78     | 19 Sommerlinden (Tilia platyphyllos) | Landshut, Theo-Herzog-Weg                              | Baumreihe am Theo-Herzog-Weg; zwischen Brenner-Christl-Weg und Papiererstraße                          | 48° 32′ 21,2″ N, 12° 8′ 44,1″ O  |                                                 |
|                | 79     | 1 Winterlinde (Tilia cordata) | Landshut, Rorerstraße 7                                | Rorerstraße 7                                                                                          | 48° 32′ 35,2″ N, 12° 9′ 23,4″ O  |                                                 |
|                | 80     | 1 Birnbaum (Pyrus pyraster) | Berg o. Landshut, Pfarrgasse                           | Nähe Pfarrgasse (Künzel-Park)                                                                          | 48° 31′ 45,5″ N, 12° 9′ 47,4″ O  |                                                 |
|                | 81     | 1 Robinie (Robinia pseudoacacia) | Landshut, Schöffmannplatz                              | Schöffmannplatz. In der Grünfläche                                                                     | 48° 33′ 4,1″ N, 12° 7′ 58,5″ O   |                                                 |
|                | 82     | 1 Stieleiche (Quercur robur) | Münchnerau, Kreut                                      | Nähe Münchnerau 47                                                                                     | 48° 31′ 37,5″ N, 12° 5′ 3,4″ O   |                                                 |
|                | 83     | 3 Stieleichen (Quercur robur) | Frauenberg, Naturschutzgebiet Nähe Plaikaturm          | Naturschutzgebiet-Plaikaturm                                                                           | 48° 33′ 55,8″ N, 12° 13′ 23″ O   |                                                 |
|                | 84     | 1 Sommerlinde (Tilia platyphyllos) | Schönbrunn, Am Lurzenhof                               | | 48° 33′ 33,1″ N, 12° 12′ 9,7″ O  |                                                 |
|                | 85     | 2 Rotbuchen | Landshut, Egerstraße 8                                 | | 48° 32′ 37,5″ N, 12° 9′ 47,3″ O  |                                                 |
|                | 86     | 1 Baumhasel (Corylus colurna) | Landshut, Klosterholzweg 1                             | | 48° 34′ 0,6″ N, 12° 8′ 9″ O      |                                                 |
|                | 87     | 1 Winterlinde (Tilia cordata) | Münchnerau, Straßweiherweg 9                           | | 48° 32′ 6,4″ N, 12° 6′ 10,8″ O   |                                                 |